# يوجين وولف
يوجين وولف (بالألمانية: Eugen Wolf)‏ هو مستكشف وكاتب وصحفي ألماني، ولد في 24 يناير 1850 في كيرشهايمبولاندن في ألمانيا، وتوفي في 10 مايو 1912 في ميونخ في ألمانيا.